# حشره‌خوارسوسمار
حشره‌خوارسوسمار (نام علمی: Silphedosuchus) نام یک سرده از راسته ددکاوان است.